# Pleßberg (Gemeinde Kautzen)
Pleßberg ist eine Ortschaft und eine Katastralgemeinde der Marktgemeinde Kautzen im Bezirk Waidhofen an der Thaya im niederösterreichischen Waldviertel mit 113 Einwohnern (Stand 1. Jänner 2024).

## Geografie
Das von Kautzen südöstlich situierte Dorf befindet sich links des Taxenbaches, an dem etwas oberhalb auch die Pleßbergmühle steht. Westlich am Ort vorüber verläuft die Landesstraße L8165, von der die L8175 in den Ort abzweigt und über den linsenförmigen Dorfanger führt. Am 1. April 2020 umfasste die Ortschaft, zu der auch die Lage Pleßbergmühle zählt, insgesamt 55 Adressen.

## Geschichte
Im 19. Jahrhundert beschrieb der Historiker Schweickhardt den Ort mit mittelmäßig bestifteten Landbauern und Kleinhäusler, die Ackerbau und Viehzucht betrieben. Im Jahr 1822 wurde der Ort als Dorf mit 35 Häusern genannt, das nach Kautzen eingepfarrt war, wohin auch die Kinder eingeschult wurden. Die Herrschaft Dobersberg besaß die Ortsobrigkeit, übte die Landgerichtsbarkeit aus und besorgte die Konskription. Die Untertanen und Grundholde des Ortes gehörten der Herrschaft Dobersberg und dem Magistrat Waidhofen. Laut Adressbuch von Österreich waren im Jahr 1938 in Pleßberg ein Dachdecker, ein Gastwirt, ein Landesproduktehändler, ein Sägewerk und zwei Schuster ansässig.